# Affoux
Affoux é uma comuna francesa na região administrativa de Auvérnia-Ródano-Alpes, no departamento de Ródano. Estende-se por uma área de 10,65 km². Em 2010 a comuna tinha 382 habitantes (densidade: 35,9 hab./km²).